# Khondakar Mostaq Ahmad
Khondaker Moshtaq Ahmad o Khandakar Mushtaq Ahmed (Daspara, distrito de Comilla, Bengala, 1918 - Daca, 1996) fue un político bangladesí que fungió como presidente de Bangladés del 15 de agosto al 6 de noviembre de 1975, tras el asesinato de Sheikh Mujibur Rahman, líder fundador de ese país. Ahmad desempeñó importantes roles en la Liga Awami y en el gobierno en el exilio formado durante la Guerra de Liberación de Bangladés.

## Primeros años
Khondakar Mostaq Ahmad obtuvo la licenciatura en derecho en la Universidad de Daca y se unió a la política en 1942. Como activista en el Movimiento Pakistán y en la Liga musulmana, Ahmad fue uno de los secretarios fundadores de la Liga Awami, fundada por Abdul Hamid Khan Bhasani y Huseyn Shaheed Suhrawardy. Ahmad fue uno de los compañeros más cercanos del joven y carismático político Sheikh Mujibur Rahman, desde sus primeros días como líder estudiantil.

## Carrera política
Ahmad fue elegido miembro de la Asamblea Provincial de Pakistán Oriental en 1954, fungiendo como un candidato del Frente Unido. Cuando el gobierno central de Pakistán disolvió el gabinete del Frente Unido, Mostaq Ahmad fue encarcelado en 1954 junto con otros líderes bengalíes. Fue liberado en 1955 y fue elegido jefe de la bancada parlamentaria del Frente Unido; sin embargo, con la promulgación de la ley marcial en 1958, fue arrestado por el régimen de Ayub Khan. Durante el Movimiento de los Seis Puntos, Ahmad sería nuevamente encarcelado en 1966. Tras su liberación, Ahmad acompañó a Sheikh Mujibur Rahman (para entonces el líder máximo de la Liga Awami) a la conferencia de todos los partidos llamada por Ayub Khan en Rawalpindi en 1969. Fue elegido miembro de la Asamblea nacional de Pakistán en 1970.
Con el inicio de la Guerra de Liberación de Bangladés y el arresto de Mujib, Ahmad y otros líderes de la Liga Awami se reunieron en Mujibnagar para formar un gobierno en el exilio de Bangladés. Syed Nazrul Islam fungió como presidente interino (Mujib fue declarado presidente), Tajuddin Ahmad fue nombrado primer ministro y Ahmad, ministro de relaciones exteriores. En este cargo, Ahmad debía conseguir apoyo internacional en favor de la independencia de Bangladés.

## Golpe y presidencia
Tras la independencia de Bangladés, Ahmad se convirtió en miembro del gabinete de Sheikh Mujib, ocupando los ministerios de Energía e irrigación. En 1975, fue nombrado ministro de comercio; sin embargo, Ahmad se habría alejado de Mujib y habría mantenido contactos con grupos políticos antagónicos e islámicos. Un líder conservador, Ahmad se oponía a las políticas socialistas, seculares y pro-India de Mujib. A pesar de ello, Ahmad se mantuvo en el gabinete de Mujib y fue nombrado miembro del comité ejecutivo de BAKSAL, mientras Mujib prohibía otros partidos políticos y se declaraba presidente.  
Según la historia tradicional, relatada por el periodista Anthony Mascarenhas, Syed Faruque Rahman, Abdur Rashid, Sharful Haque Dalim, todos coroneles en el ejército de Bangladés y veteranos de Mukti Bahini, planearon una conspiración, en la cual Khondaker Mostaq Ahmad aceptó hacerse cargo de la presidencia. El periodista Lawrence Lifschultz propone una versión alternativa de la conspiración, que implica a la CIA como partícipe.
Sheikh Mujib y todos los miembros de su familia (con excepción de dos) fueron asesinados por un grupo de oficiales del ejército el 15 de agosto de 1975, supuestamente, con el consentimiento de Khondaker Mostaq Ahmad. Khondaker tomó inmediatamente el control del gobierno y se proclamó a sí mismo presidente, un puesto que ocupó por tan solo 83 días. Varios oficiales del ejército, incluyendo a Syed Faruque Rahman, recibieron ascensos. El general Ziaur Rahman fue nombrado jefe del ejército. Ahmad también ordenó el encarcelamiento de los líderes pro-Mujib Syed Nazrul Islam, Tajuddin Ahmad, A. H. M. Qamaruzzaman y Muhammad Mansur Ali.
Ahmad reemplazó el eslogan nacional de Joy Bangla con el de Bangladesh Zindabad y cambió el nombre Bangladesh Betar por el de 'Radio Bangladesh'. Más controversialmente, proclamó el Decreto de Indemnidad, en cual concedió inmunidad a los asesinos de Mujib. Asimismo, prohibió el retorno a Bangladés de las hijas de Mujib Sheikh Hasina Wazed y Sheikh Rehana desde el exterior. El BAKSAL y los grupos políticos pro-Mujib fueron disueltos. El 3 de noviembre de 1975, fueron asesinados los cuatro líderes nacionales pro-Mujib que se encontraban en prisión: Syed Nazrul Islam, Tajuddin Ahmad, Muhammad Mansur Ali y A. H. M. Qamaruzzaman. A pesar de todas estas medidas, Ahmad fue derrocado el 6 de noviembre en un golpe de Estado comandado por los oficiales del ejército pro-Mujib Khaled Mosharraf y Shafat Jamil.

## Años posteriores
Khondaker Mostaq Ahmad fue encarcelado por el régimen de Mosharraf y, luego, por el régimen de Ziaur Rahman hasta 1978, acusado de conspiración. Tras su liberación cinco años después, dedicó el resto de su vida a la política.
Cuando la Liga Awami, liderada por la hija de Mujib, Sheikh Hasina, ganó las elecciones en 1996, repelió el Decreto de Indemnidad que había dado inmunidad a los asesinos de Mujib. Faruque y otros líderes del golpe fueron arrestados. El juicio culminó el 8 de noviembre de 1998 con sentencias de muerte para 15 de los 20 acusados del asesinato. Ahmad había fallecido solo dos años antes.